# Agromyza lunulata
Agromyza lunulata este o specie de muște din genul Agromyza, familia Agromyzidae, descrisă de Mitsuhiro Sasakawa în anul 1956. Conform Catalogue of Life specia Agromyza lunulata nu are subspecii cunoscute.